# Галактобуреко
Галактобуреко (грец. γαλακτομπούρεκο «молочний бурек», по-турецьки тур. Sütlü Börek і албанською алб. Qumështor) — грецький або турецький десерт, при якому пудинг умочують в манну крупу і загортають в тісто філо. Іноді приправляють лимоном або апельсином. Галактобуреко випікають в духовці, або викладаючи на деко кілька промаслених шарів тіста філо і пудингу, або звертаючи в рулети довжиною близько 10 см з начинкою з манного заварного крему, покритого промасленим тістом філо.
На відміну від іншої випічки з листкового тіста, пудинг випікається разом з тістом, а не додається згодом. Крім того, тісто філо, на відміну від листкового, зазвичай складається тільки з одного листа тісту.
Подають десерт, посипавши цукровою пудрою або поливши простим сиропом.